# Хатыпс
Хатыпс — река в Краснодарском крае России, правый приток Псекупса протекает по территории городского округа Горячий Ключ.
Длина реки составляет 22 км, площадь водосборного бассейна — 77 км².
Устье реки находится в 104 км от устья Псекупса по правому берегу на высоте 89 м над уровнем моря.

## Данные водного реестра
По данным государственного водного реестра России относится к Кубанскому бассейновому округу, водохозяйственный участок реки — Кубань от города Усть-Лабинск до Краснодарского гидроузла, без рек Белая и Пшиш. Речной бассейн реки — Кубань.
Код объекта в государственном водном реестре — 06020001312108100005408.